# Рикар, Франсуа
Франсуа Рикар (фр. François Ricard; 4 июня 1947, Шавиниган, Квебек — 17 февраля 2022) — франкоканадский учёный-литературовед и писатель. Известен своими работами по творчеству Габриель Руа и Милана Кундеры, а также монографией «Лирическое поколение» (1992). Профессор французского языка и литературы Макгиллского университета, член Королевского общества Канады (1988). Лауреат Премии генерал-губернатора в области литературы (1985), рыцарь Национального ордена Квебека (1997).

## Биография
Родился в 1947 году в Шавинигане (Квебек). Получив степень магистра в Макгиллском университете, завершил образование в 1971 году в Университете Экс-Марсель (Франция), где получил степень доктора философии. После этого начал преподавать французский язык и литературу в Макгиллском университете, где в 1980-е годы занимал профессорскую кафедру.
В 1972 году опубликовал первую исследовательскую работу, посвящённую роману квебекского писателя Феликса-Антуана Савара «Мено, плотогон», а через три года — свой первый очерк о ведущей франкоканадской романистке Габриель Руа. В 1979 году подготовил к выпуску документальный фильм об ещё одном романисте Юбере Акене.
В 1978 году участвовал в основании издательства Éditions du Sentier, с 1983 года — литературный редактор издательства Éditions du Boréal Express (позже Éditions du Boréal). В 1980—1986 годах — главный редактор литературного журнала Liberté, много статей написал также для журналов Spirale, ’Atelier du roman и L’Inconvénient, работал как литературный критик на Radio-Canada и вёл документальную программу об истории Квебека 1930—1980-х годов на общественном радиоканале Radio-Québec. Одновременно с этим работал с рядом соавторов над 2-м томом издания «Современная история Квебека», посвящённым истории провинции с 1930-х годов и увидевшим свет в 1989 году. В 1983 году основал серию Papiers collés, в которой выходили сборники статей и очерков известных квебекских писателей (Жиля Аршамбо, Жака Годбу, Андре Мажора, Жака Бро и других).
В конце 1970-х годов начал также писать художественную прозу, в 1980 году издав сказку «Принц и тьма» (фр. Le Prince et la Ténèbre), а в 1981 году — повесть «Невероятная одиссея» (фр. L’Incroyable odyssée). В 1985 году в издательстве Boréal вышел первый сборник очерков и эссе Рикара «Литература против самой себя» (фр. La Littérature contre elle-même). Эта книга удостоилась Премии генерал-губернатора в области литературы. В 1992 году была издана книга Рикара «Лирическое поколение» (фр. La génération lyrique) — эссе, в котором был дан подробный портрет ранних представителей поколения бэби-бумеров. Эта работа была высоко оценена критиками и вызвала широкую общественную дискуссию; в квебекском новостном издании L’Actualité её назвали «одной из 35 книг, которые вы обязаны прочесть, если хотите понять Квебек».
После первой работы Рикара о творчестве Габриель Руа он сохранил интерес к этой писательнице и в 1996 году выпустил её полномасштабную биографию, носившую название «Габриель Руа. Жизнь» (фр. Gabrielle Roy. Une vie) и принёсшую ему вторую номинацию на Премию генерал-губернатора. Он был также членом попечительского совета, секретарём и директором Фонда Габриель Руа и в 2009—2013 годах руководил в издательстве Boréal изданием полного собрания сочинений писательницы, приуроченного к её столетию. В 2010 году совместно с Исабель Доне и Софи Маркотт он выпустил ещё одно исследование, посвящённое писательнице — «Габриель Руа и искусство романа» (фр. Gabrielle Roy et l'art du roman). Ещё одним писателем, к которому Рикар проявлял постоянный интерес, был Милан Кундера. Почти все произведения Кундеры, выходившие во французском переводе в серии Folio, сопровождались послесловием, написанным Рикаром. Он также подготовил предисловие и биографический очерк для французского двухтомного собрания сочинений Кундеры, изданного в престижной серии «Библиотека Плеяды». В 2003 году вышла работа Рикара, озаглавленная «Последний день Аньес. Очерк творчества Милана Кундеры» (фр. Le dernier après-midi d’Agnès. Essai sur l’œuvre de Milan Kundera). Эта книга была удостоена переведена на английский, нидерландский, китайский, греческий, итальянский и немецкий языки.
В 2005 году под названием «Хроники безумного времени» (фр. Chroniques d’un temps loufoque) вышел второй сборник эссе Рикара, ранее опубликованных в журнале L’Atelier du roman, а в 2014 году, снова в издательстве Boréal, — третий сборник, «Провинциальные манеры» (фр. Mœurs de province). В 2012 году с Исабель Доне, с которой ранее работал над книгой о Габриель Руа, Рикар выпустил работу «Практика романа» (фр. La Pratique du roman).
Скончался в феврале 2022 года, оставив после себя жену Марсель Косетт.

## Признание заслуг
Литературоведческая деятельность Франсуа Рикара принесла ему три номинации на Премии генерал-губернатора в области литературы — за сборник «Литература против самой себя», биографию Габриель Руа и «Очерк творчества Милана Кундеры». В первом случае, в 1985 году, Рикар стал лауреатом этой премии. Его работа удостоена ряда других научных и литературных премий, включая Биографическую премию Дренье-Тейлора от Писательского фонда Канады (1999, за биографию Руа), премию имени Киллама от Совета Канады по искусству (2011), премию Андре Ларендо от Франкофонной ассоциации знаний (ACFAS) и Премию Квебека имени Атанаса Давида (2018).
В 1997 году Рикар стал рыцарем Национального ордена Квебека. В 2011 году он также был награждён Большой медалью франкофонии Французской академии. Рикар был членом Королевского общества Канады с 1989 года и почётным доктором Манитобского университета.